# مارك تاكر
مارك تاكر (بالإنجليزية: Mark Tucker)‏ (27 أبريل 1972 بووكينغ في المملكة المتحدة - ) هو لاعب كرة قدم بريطاني في مركز الدفاع. لعب مع روشدين ودايموندز ونادي فولهام ونادي هايز ونادي كيترينغ تاون ونادي وكينغ ونادي ووستر سيتي وBedford Town F.C. ‏ وWisbech Town F.C. ‏.